# 田岙岛
28°44′02″N 121°51′35″E / 28.733815630477654°N 121.85977220535278°E
田岙岛又名高島，是浙江省中部沿海东矶列岛中的一个岛屿，位于台州湾出海口，面积4.3平方公里，在东矶列岛中仅略小于雀儿岙岛，岛上最高点海拔225米。离陆地最近的点15公里，岛上仅有三百余人。该岛属临海市上盘镇管辖，并设有田岙村，传统产业为渔业。
1. ↑  胡平生; 周先俐. . 獨立作家－秀威出版. 1 March 2020: 122  [2021-07-04]. ISBN 978-986-326-781-2. （原始内容存档于2021-08-08）.
2. ↑  . lhnews.zjol.com.cn.   [2020-12-31].[]